# Zermatt
Zermatt (hist. Praborgne, lat. Pratobornum) – miejscowość i gmina (Politische Gemeinde) w południowej Szwajcarii, w kantonie Valais, w okręgu (Bezirk) Visp. Leży w górnej części doliny Mattertal, nad rzeką Mattervispa, w Alpach Pennińskich, na wysokości 1608 m n.p.m., u podnóża najwyższych szczytów Alp poza masywem Mont Blanc. Znajduje się tu 38 z 54 szczytów szwajcarskich powyżej 4000 metrów. Niektóre z najbardziej znanych to Dufourspitze w masywie Monte Rosa (4634 m), Dom (4545 m), Liskamm (4527 m), Weisshorn (4506 m) i Matterhorn (4478 m). Otaczają je duże lodowce takie jak Gornergletscher (drugi co do wielkości lodowiec Alp), Findelgletscher czy Zmuttgletscher.
Zermatt jest jedną z najpopularniejszych miejscowości wypoczynkowych w Szwajcarii. Jest też jednym z największych ośrodków sportów zimowych oraz wspinaczek górskich w tym kraju.
Jest jedną z dziewięciu miejscowości w Szwajcarii, w których zabroniony jest ruch pojazdów mechanicznych z silnikiem spalinowym. Kursują po nim pojazdy elektryczne (przeważnie akumulatorowe) i dorożki konne. Do Zermatt nie prowadzi żadna ogólnodostępna i utwardzona droga. Duże parkingi samochodowe znajdują się w pobliskiej miejscowości Täsch. Do Zermatt można dojechać elektryczną koleją zębatą kursującą na trasie Visp – Stalden – Täsch – Zermatt lub Glacier Expressem z Sankt Moritz i Davos do Zermatt. Na wzgórzu nad gminą znajduje się duży heliport. Jest tu największa w regionie stacja ratownictwa górskiego.
W Zermatt znajduje się szereg kolejek linowych (m.in. najwyżej położona kolej linowa w Europie na Klein Matterhorn) oraz zębata kolej naziemna na Gornergrat.
Od Zermatt pochodzi nazwa zermatyzmu – antropologicznej pseudonauki stworzonej przez Stanisława Szukalskiego.

## Demografia
W Zermatt mieszka 5746 osób. W 2021 roku 42,3% populacji gminy stanowiły osoby urodzone poza Szwajcarią. 

## Współpraca
Miejscowości partnerskie:
- Alfano, Włochy
- Castro Daire, Portugalia
- Lijiang, Chiny
- Myōkō, Japonia
- Sexten, Włochy
- Snowbird, Stany Zjednoczone

## Galeria

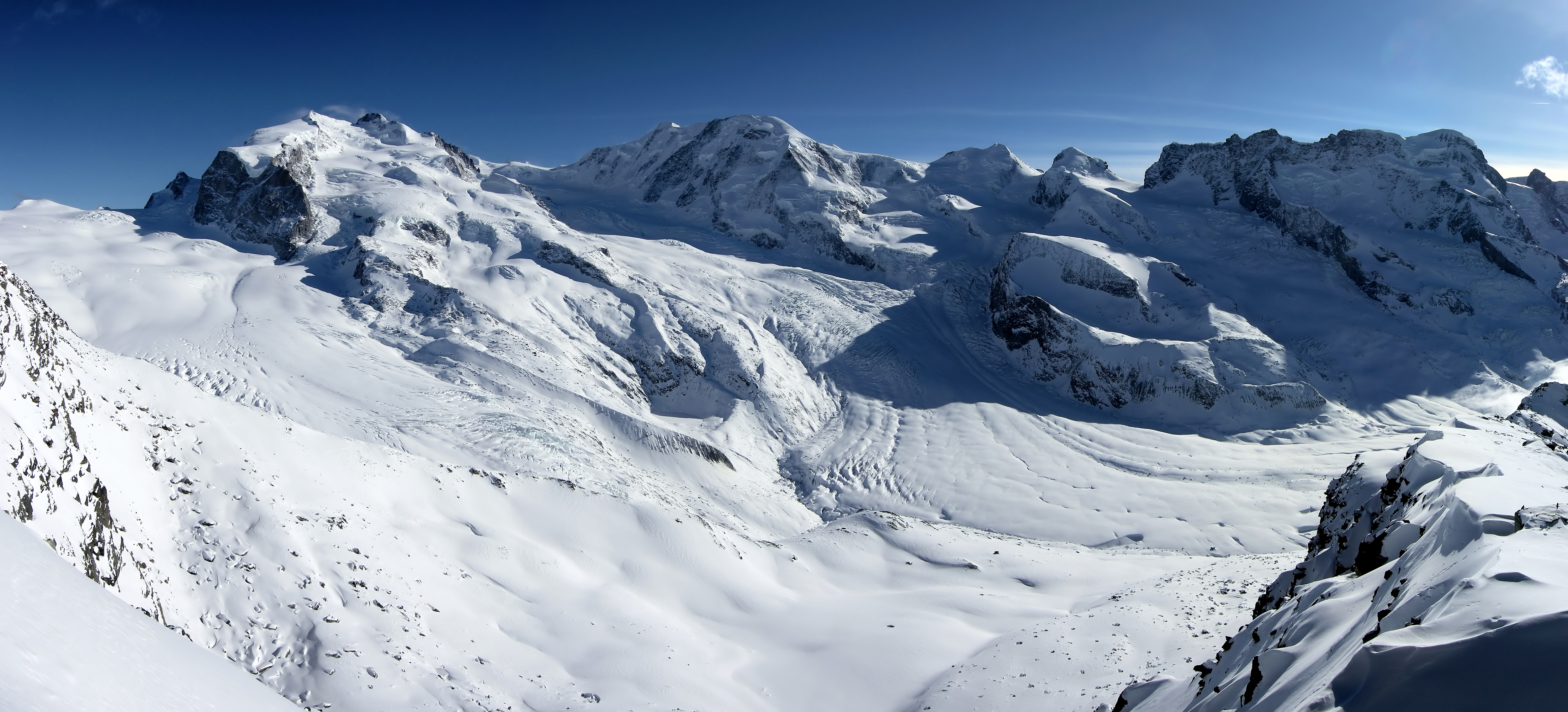
Masyw Monte Rosa
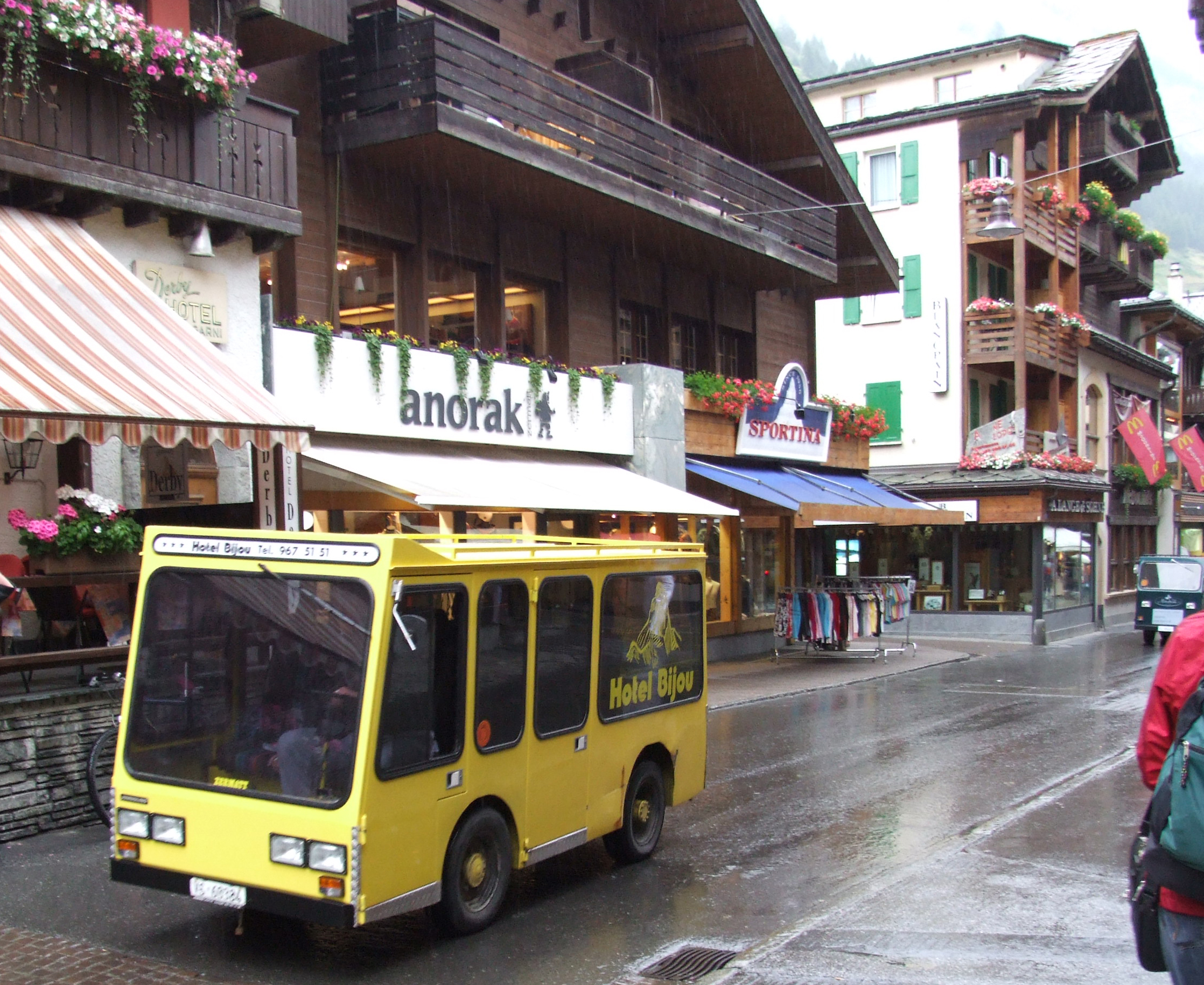
Żółty bus elektryczny
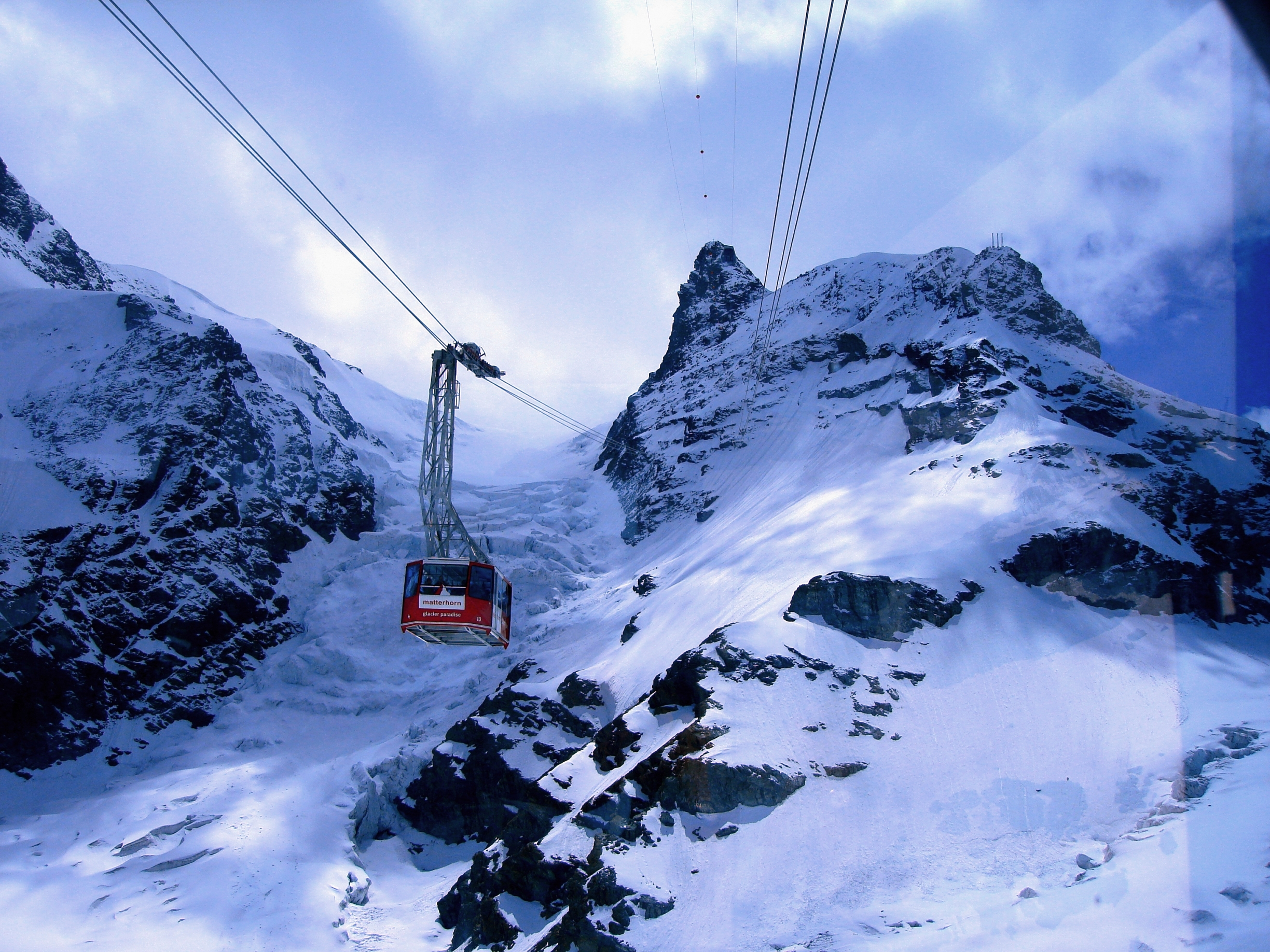
Kolejka na Klein Matterhorn